# 데이비드 멈퍼드
데이비드 브라이언트 멈퍼드(영어: David Bryant Mumford IPA: [ˈdeɪvɪd ˈbraɪənt ˈmʌmfə(ɹ)d], 1937년 6월 11일 ~ )는 미국의 수학자이며, 대수기하학과 패턴론의 연구로 유명하다. 아주 오랜 시간 동안 하버드 대학교의 수학교수로 재직하다가 은퇴한 후, 분야를 응용수학으로 바꾸고, 현재는 브라운 대학교의 응용수학 분과 프로그램의 석좌교수로 재직 중이다.
1974년에 그의 대수기하학에 대한 많은 업적에 대한 공로로 ‘수학의 노벨상’이라고 불리는 필즈상을 수상했다.

## 생애
멈퍼드는 영국의 웨스트서식스주 워스(Worth)에서 영국인 아버지와 미국인 어머니 사이에서 태어났다. 멈퍼드의 어린 시절, 그의 아버지인 윌리엄 멈퍼드는 탄자니아에서 실험 학교를 열었고, 그 후에는 당시 생긴 지 얼마 되지 않은 유엔에서 일하기도 하였다.
멈퍼드는 미국에서 유명한 사립고등학교인 필립스 엑시터 아카데미(Phillips Exeter Academy)를 다닌 후 하버드 대학교에 진학하여 수학을 공부하였다. 학부 시절부터 수학에서 뛰어난 실력을 보여 교수진들의 주목을 받은 멈퍼드는 예외적으로 다시 모교인 하버드 대학교의 수학 박사과정으로 입학 허가를 받아서, 오스카 자리스키의 학생이 되었다. 멈퍼드는 1961년에 발표한 〈임의의 종수의 곡선들의 모듈라이 스킴의 존재성〉(Existence of the moduli scheme for curves of any genus)이라는 논문으로 박사학위를 받았다.
그는 부인인 에리카 젠치(Erika Jentsh)를 하버드 대학교 래드클리프 칼리지에서 만났다. 그녀는 유명한 상을 수상한 시인이자, 하버드 대학교에서 켈트어와 켈트어 문학으로 박사학위를 받은 언어학자이기도 하다. 부부는 스티브, 피터, 제르미, 수치트라라는 4명의 자녀를 두었다. 에리카 젠치와 사별한 후 멈퍼드는 제니퍼 고든(Jenifer Gordon)과 재혼하였다. 멈퍼드의 아들 스티브 멈퍼드는 뉴욕에 거주하는 예술가이기도 하다.

## 학력
- ~1952년: 필립스 엑시터 아카데미 고등학교 (졸업)
- ~1961년: 하버드 대학교 (박사)

## 대수기하학 관련 업적
멈퍼드의 대수기하학에서의 업적들은 늘 전통적인 기하학적 직관을 가장 최신의 현대적 대수학의 기술들에 접목시켜 탄생하였다. 그의 모듈라이 공간에 대한 연구들은 《기하학적 불변 이론》(Geometric Invariant Theory)이라는 제목으로 출판되었는데, 이 분야의 표준이 되어 흔히 GIT라는 약자로 불리게 되었고, 그 외에도 아벨 다양체(abelian variety), 대수 곡면(algebraic surface)에 대한 책도 출판하였다.
멈퍼드의 저서 《아벨 다양체》(Abelian varieties)와 《대수 곡면상의 곡선》(Curves on an Algebraic Surface)은 고전적인 이론과 현대적인 이론들을 모두 결합한 책들이다. 알렉산더 그로텐디크의《대수기하학 원론》을 간결하게 다룬 강의 노트는 아주 오랜 시간 동안 비공식적인 강의 노트로 많은 사람들이 공부하다가, 결국은 《대수 다양체와 스킴에 대한 빨간 책》(The Red book of Varieties and Schemes)이라는 제목으로 출판되기도 하였다.
멈퍼드의 또 다른 중요한 연구로는 고전적인 세타 함수(theta function) 이론을 현대적으로 다시 부활시킨 것을 꼽을 수 있다.
그 외에도 병리학적인 대수기하학에서의 반례들을 많이 찾아냈는데, 이 반례들은 대개 표수가 소수 p인 경우, 혹은 모듈라이 공간에서의 경우들이다. 이 많은 반례들은 현대 대수기하학 발전에서 아주 중요한 안내자 역할을 한다.

## 현재의 활동
1990년대에 들어서는 대수기하학에서의 활동을 어느 정도 뜸하게 하다가, 응용수학으로 관심을 돌리기 시작했다. 현재는 하버드 대학교에서는 은퇴하고, 브라운 대학교로 옮겨서 패턴 이론에 대해서 공부하고 있으며, 여전히 활발하게 연구를 하여, 박사 제자도 꾸준히 배출하고 있다.
멈퍼드는 색감 장애의 일종인 색약으로 알려져 있다.

## 같이 보기
- 오스카 자리스키
- 히로나카 헤이스케
- 마이클 아틴